# الخرج

شهر الخرج (به عربی: الخرج) در جنوب شرقی ریاض و در کشور عربستان واقع شده‌است.